# Karl Breidenbach (Politiker, 1871)
Karl Breidenbach (* 22. Juli 1871 in Dorheim; † 28. Mai 1944 ebenda) war ein deutscher Politiker (HBB) in Hessen und ehemaliger Abgeordneter der 2. Kammer der Landstände des Großherzogtums Hessen.
Karl Breidenbach war der Sohn des Landwirts Georg August Breidenbach und dessen Frau Maria Breidenbach, geborene Bingel. Karl Breidenbach, der evangelischer Konfession war, heiratete Eva Schwarz.  Er arbeitete als Landwirt in Dorheim.
In der 33. bis 36. Wahlperiode (1905–1918) war Karl Breidenbach Abgeordneter der zweiten Kammer der Landstände des Großherzogtums Hessen. In den Landständen vertrat er in der 33. und 34. Wahlperiode den Wahlbezirk Oberhessen 2/Nauheim (Friedberg-Land) und danach den Wahlbezirk Oberhessen 2/Echzell-Reichelsheim.